# Závada (okres Topoľčany)
Závada is een Slowaakse gemeente in de regio Nitra, en maakt deel uit van het district Topoľčany.
Závada telt 640 inwoners.